# Herbert Ortmayr
Herbert Ortmayr (* 19. März 1951 in Schärding) ist ein österreichischer Komponist, Organist und Dirigent.

## Leben und Wirken
Ortmayr hat am Musikgymnasium Wien unterrichtet. Seit 1978 ist er Lektor an der heutigen Universität für Musik und darstellende Kunst Wien. Am Musikwissenschaftlichen Institut der Universität Wien lehrt er seit 1991 Komposition und Harmonielehre.

## Werke
(Auswahl)
- Und unser lieben Frauen. Wien 1981
- Weihnatsnachtigall. Wien 1981
- Ave maria. Wien 1986